# 南康公主 (唐朝)
南康公主（?—?），唐朝公主，是中国唐朝第十一代皇帝唐宪宗李纯的十八个女儿之一。她的生母不详，史书仅仅记载了她的封号南康公主、南康公主嫁给了沈汾。她在唐懿宗咸通年间去世。